# National Public Radio
NPR (offiziell National Public Radio) ist ein Rundfunk-Syndikat in den USA. Es wurde infolge des Public Broadcasting Act von 1967 ins Leben gerufen und begründete eine Kooperation nicht kommerzieller Hörfunksender. Die angeschlossenen Stationen sind rechtlich und finanziell eigenständig. CEO und Präsident ist seit dem 25. März 2024 Katherine Maher.

## Geschichte
NPR wurde am 24. Februar 1970 mit 90 öffentlichen Hörfunksendern gegründet. Heute übernehmen etwa 800 Stationen in den USA Teile oder das gesamte Mantelprogramm von NPR.
NPR sendete sein erstes Programm, eine Liveübertragung einer Beratung über den Vietnamkrieg aus dem US-Senat, am 19. April 1971. Zwei Wochen später wurde das tägliche NPR-Nachrichtenprogramm All Things Considered eingeführt. 1979 kam die Morning Edition dazu.
Der Hauptsitz befindet sich in der Hauptstadt Washington. Seit Ende 2002 existiert ein Produktionsstandort in Culver City, Kalifornien, um an der Westküste stärker präsent zu sein (NPR West).

## Finanzierung
Die Finanzierung von NPR erfolgt nicht über Rundfunkgebühren, sondern in der Hauptsache über Sponsoring von Firmen und Stiftungen („underwriting spots“), die innerhalb der Programme auch namentlich genannt werden, über Spenden von Hörern an ihre lokale Station sowie über den Verkauf von Merchandising (NPR Shop) und Sendemanuskripten. In geringem Umfang gibt es auch indirekte finanzielle Zuwendungen der Bundesregierung in Washington D. C. – über Stiftungen und nachgeordnete Einrichtungen wie der Corporation for Public Broadcasting (CPB), welche etwa ein bis zwei Prozent des Jahresbudgets ausmachen.
Die 2008 aufkommende Wirtschaftskrise ging auch an NPR nicht spurlos vorbei. Seit Frühjahr gingen die Einnahmen durch Sponsoring, welches 1/3 des Budgets ausmacht, zurück. Infolgedessen wurden zum Jahresende Einsparungen verkündet. Diesen fielen die Sendungen News & Notes und Day to Day sowie 7 % des Personals zum Opfer. Die meisten der weggefallenen Stellen rühren von der Absetzung der genannten Sendungen her. Hörer in Europa waren ebenso davon betroffen, da sie Day to Day im Programm von NPR Worldwide hören konnten.
Aufgrund von weiteren Finanzierungslücken kündigte NPR im September 2013 einen Plan zum Budget-Ausgleich innerhalb von zwei Jahren an. Teil des Plans war ein Personalabbau von rund 10 Prozent der Belegschaft.
Im Haushaltsentwurf für das Jahr 2018 plante Präsident Trump, die Finanzierung der CPB in Gänze auslaufen zu lassen. Im Verhältnis zum Finanzierungsplan von 2014 büßte NPR lediglich 1 Prozent seiner Gesamtfinanzierung ein. Jedoch wären die zahlreichen regionalen und lokalen NPR-Partner im ländlichen Amerika teilweise so stark betroffen, dass einige ihren Sendebetrieb einstellen müssten. Sie versorgen vor allem unterprivilegierte Hörergruppen mit nicht-kommerziellen Programmen und finanzieren sich zu 40 bis 50 Prozent aus Mitteln der CPB.

## Organisation

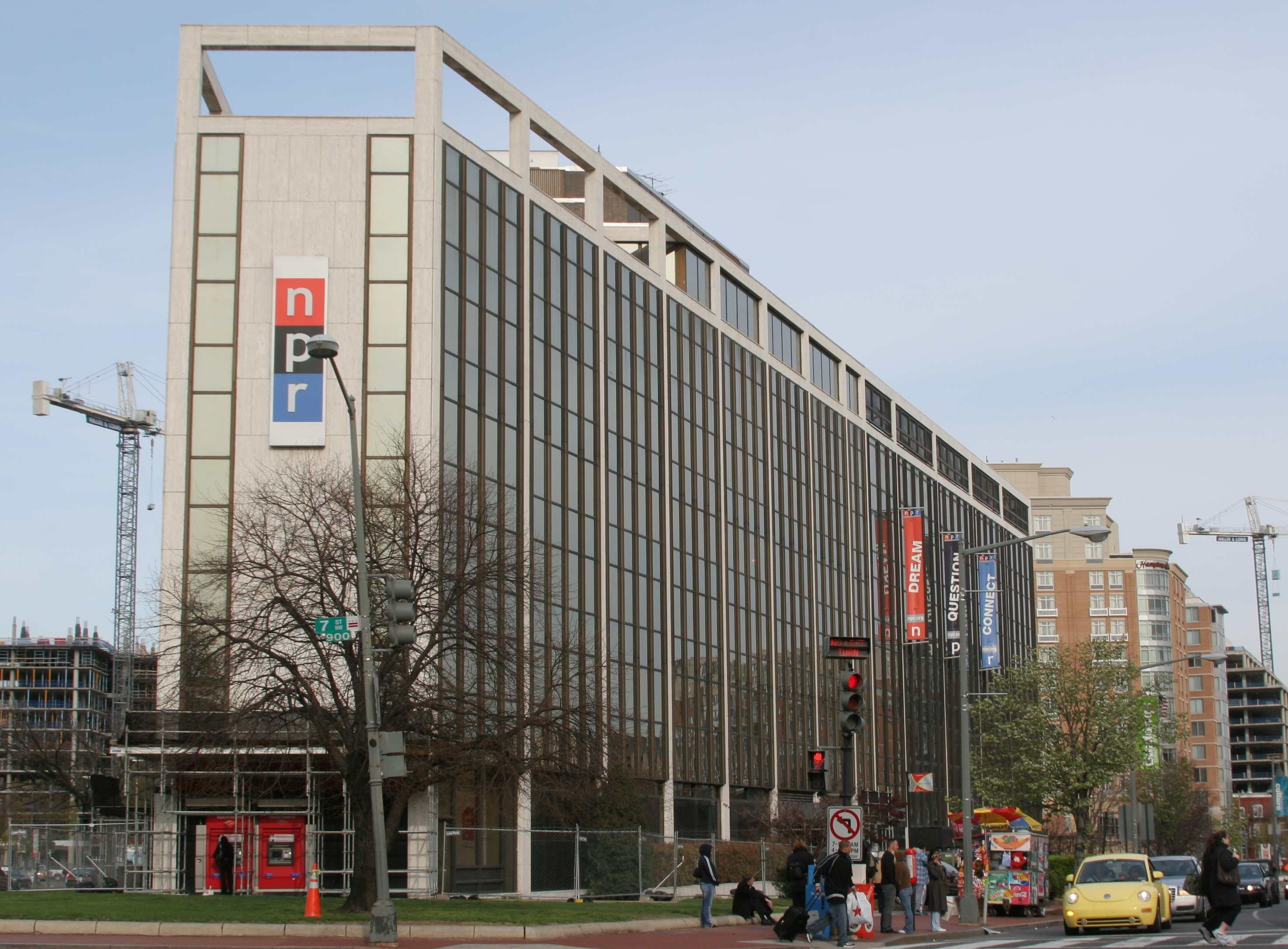
Ehemaliger NPR-Sitz in Washington, D.C.

Sitz der Organisation ist Washington, D.C. Hier werden alle Programminhalte produziert, die nicht von regionalen NPR-Stationen hergestellt werden.
Der Aufbau von NPR ist nicht vergleichbar mit dem öffentlich-rechtlichen Rundfunk in Deutschland, Österreich oder der Schweiz und kann eher mit professionellen und gesellschaftlich getragenen Freien Radios verglichen werden.
Das Pendant zu NPR im Fernsehen ist der Public Broadcasting Service (PBS).

### Korrespondentenbüros des National Public Radio
NPR betreibt 17 internationale Korrespondentenbüros
| National - Austin, Texas - Birmingham, AL - Boston, MA - Chicago, IL - Cleveland, OH - Dallas, TX - Los Angeles, CA (NPR West) - Miami, FL - New Gloucester, ME - New York City, NY (NPR New York) - Orange Beach, AL - Philadelphia, PA - Portland, Oregon - Salt Lake City, UT - San Francisco, CA - Seattle, WA - Virginia Beach, VA | International - Beirut, Libanon - Berlin, Deutschland - Dakar, Senegal - Islamabad, Pakistan - Istanbul, Türkei - Jerusalem, Israel - Kairo, Ägypten - London, Großbritannien - Mexiko-Stadt, Mexiko - Moskau, Russland - Nairobi, Kenia - Neu-Delhi, Indien - Peking, Volksrepublik China - Rom, Italien - Rio de Janeiro, Brasilien - Seoul, Südkorea - Shanghai, Volksrepublik China |

### Ausbildung
NPR sieht auch die Ausbildung des journalistischen Nachwuchses als seine Aufgabe an. Jährlich wird ein Stipendienprogramm vergeben. Mit dem Kroc Fellow Programm werden junge Radiojournalisten in NPR-Mitgliedstationen gefördert. Sie durchlaufen ein Ausbildungsprogramm in der Praxis des Public Radios; dazu gehört ein hands-on training in jedem Aspekt des Public-Radio-Journalismus – sowohl on air und online. Redaktionelle und produktionstechnische Fertigkeiten werden vermittelt.

## Programm
NPR (bzw. seine regionalen Affiliates) bietet seinen Hörern ein informations- und kulturorientiertes Programm, vergleichbar dem Deutschlandfunk, BBC Radio 4 oder RTÉ Radio 1.
Die lokalen NPR-Stationen strahlen abends und am Wochenende meist weitere lokale und regionale Sendungen sowie Konzertaufzeichnungen (Klassik, Blues, Jazz) aus; das Nachtprogramm wird überwiegend mit Übernahmen der BBC und der kanadischen Radio-Canada (CBC) bestritten, in den meisten Fällen wird das Programm vom BBC World Service übernommen. Auch werden Sendungen der Deutschen Welle übernommen.
In ihrer Programmgestaltung sind die Stationen frei, ein Großteil von ihnen übernimmt Sendungen, die von NPR in Washington, von American Public Media oder von größeren Stationen produziert werden. So finden sich etwa im Tagesprogramm-Schema des News Radio vom Boise State Public Radio aus Idaho an Werktagen die Sendungen „Morning Edition“ (4:00 Uhr bis 9:00 Uhr Mountain Time) und „All Things Considered“ (15:00 bis 18:00 Uhr) als Übernahmen von NPR, „1A“ als Übernahme von WAMU aus Washington (9:00 bis 10:00 Uhr), „Here and Now“ als Übernahme von NPR und WBUR aus Boston (10:00 bis 12:00 Uhr), „Fresh Air“ als Übernahme von WHYY-FM aus Philadelphia (14:00 bis 15:00 Uhr), „Marketplace“ als Übernahme von American Public Media (18:30 bis 19:00 Uhr) und „Newshour“ (13:00 bis 14:00 Uhr) als Übernahme vom BBC World Service. Darüber hinaus wird der Podcast „The Daily“ der New York Times (18:00 bis 18:30 Uhr) ins Programm übernommen. Vom Sender selbst produziert wird nur die Sendung „Idaho Matters“ (12:00 bis 13:00 Uhr), ab 20:00 Uhr werden „Fresh Air“, „1A“ und „Idaho Matters“ wiederholt.
Darüber hinaus gibt es eine Reihe musikalischer Sender, die i. d. R. von Universitäten betrieben werden. Meistens handelt es sich um Klassik- oder Jazz-Sender. Diese übernehmen oft nur die stündlichen überregionalen NPR News und bieten zeitweise ergänzend eigenproduzierte Regionalnachrichten, während ihr Programm ansonsten ganz der Musik gewidmet ist. Trotz des fehlenden öffentlich-rechtlichen Hörfunks in den USA ist mithin nahezu flächendeckend eine Versorgung mit Klassik- und Jazz-Sendern gegeben. Die Omnipräsenz von Jazz-Sendern ist ein Spezifikum des US-amerikanischen Hörfunkmarkts, dem das Programm des NPR mit dem NPR Music Jazz Critics Poll Rechnung trägt. Entsprechende Pendants gibt es in den reichlich mit öffentlich-rechtlichen Programmen versorgten europäischen Märkten nicht.
Mit Stand 2017 erreicht NPR nach eigenen Angaben mehr als 37,7 Millionen Hörer jede Woche über mehr als 1000 angeschlossene Public Radio Stations. Das Webangebot NPR.org wird von einer wachsenden Hörerschaft angenommen und erreicht 41 Millionen Einzelnutzer monatlich.

### NPR News

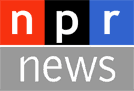
NPR News Logo

Flaggschiffe des Informationsangebotes sind Morning Edition und All Things Considered.
Keine andere Morgensendung erreicht national mehr Hörer als Morning Edition – weder im Fernsehen noch im Hörfunk. Das zweistündige Programm wird von 5:00 bis 7:00 Uhr Eastern Standard Time (EST) produziert und mit Aktualisierungen als Feed bis 12:00 Uhr EST gesendet. Die meisten Stationen wiederholen eine oder beide Stunden, so dass in vielen Gebieten der USA das Programm von 5:00 bis 9:00 Uhr empfangen werden kann (an der Westküste von 5:00 bis 8:00 Uhr). Einige der vielen regionalen NPR-Stationen bringen auch regionale Anteile (zum Beispiel Minnesota Public Radio). Am Wochenende wird in allen Gebieten zwischen 8:00 und 10:00 Uhr Ortszeit Weekend Edition gesendet (von 8:00 bis 10:00 Uhr EST produziert, Feeds werden bis 13:00 Uhr EST wiederholt ausgestrahlt), welche Raum für längere Beiträge bietet.
All Things Considered, das älteste Informationsprogramm von NPR, bietet eine umfangreiche Analyse der Ereignisse des Tages. Die Sendung wird von 16:00 bis 18:00 Uhr EST produziert, aktualisierte Feeds werden bis 22:00 Uhr EST gesendet. Die in Washington produzierte Sendung dauert etwa 105 Minuten, die restliche Sendezeit wird mit lokalen und regionalen Nachrichten gefüllt. Am Wochenende gibt es eine einstündige Ausgabe (Weekend All Things Considered).

### Talkformate
Das in den USA sehr populäre Talkformat wird auch von NPR bedient. Die meisten Shows kommen von Partnerstationen. Nur die Sendung
Talk of the Nation, kommt direkt von NPR aus Washington D.C.
Weitere Shows sind:
- The Diane Rehm Show wird von WAMU 88.5 FM, der NPR-Station im Raum Washington, D.C., wochentags von 10:00 bis 12:00 EST für den Verbund von NPR produziert („syndicated“). Nach Angaben von WAMU 88.5 FM hat Diane Rehm, die seit über 25 Jahren beim Radio tätig ist, jede Woche mehr als 1,7 Millionen Hörer.[17]
- On point wird von WBUR 90.9 FM, der NPR-Station im Raum Boston, wochentags von 10:00 bis 12:00 EST produziert. Ca. 120 Stationen des NPR-Verbundes strahlen das Programm als Übernahme aus.[18]
- Talk of the Nation wird wochentags von NPR News von 14:00 bis 16:00 EST produziert. Die Sendung wurde zum 1. Juli 2013 nach 21 Jahren eingestellt.[19][20]
- Here&Now: Die Sendung wurde ab dem 1. Juli 2013 auf zwei Sendestunden erweitert und ersetzt Talk of the Nation. Als Grund gibt NPR an, dass viele Partnerstationen Bedarf an einer Nachrichtensendung im Mittagsslot haben, um die Zeit zwischen den Hauptnachrichtensendungen Morning Edition und All Things Considered zu überbrücken. Here&Now wird von 12:00 bis 14:00 EST produziert und danach als Feed wiederholt. Produktionspartner von NPR ist WBUR in Boston.[19][20]

### Weitere Programme
- This American Life (Reportagen), produziert von Chicago Public Radio.[21]
- Fresh Air (Interviews), produziert von WHYY-FM, Philadelphia.[22]
- Marketplace (Wirtschaft), produziert von Minnesota Public Radio (Distribution unter dem Markennamen American Public Media).[23]
- Car Talk (Autos und Reparaturen), produziert von WBUR 90.9 FM, Boston.[24]
- A Prairie Home Companion (Live-Musik, insbesondere „American Folk Music“ – Country, Bluegrass, Blues, Gospel sowie Comedy-Sketches und Satire) produziert von Minnesota Public Radio (Distribution unter dem Markennamen American Public Media).[25]
- Science Friday ist die freitägliche Ausgabe von Talk of the Nation, finanziert u. a. mit Mitteln der National Science Foundation. Der Wissenschaftsjournalist Ira Flatow diskutiert in dieser zweistündigen Sendung mit Gästen und Anrufern über aktuelle Ereignisse aus dem Themenbereich Natur, Forschung und Technologie.[26] Die Sendung wird nach dem Ende von Talk of the Nation (s. o.) als eigenständiges Programm weitergeführt.[19]
- Le Show (Nachrichtensatire und -parodien), produziert von KCRW-FM, Santa Monica.[27]
- Wait Wait… Don’t Tell Me! (Nachrichtenquiz), produziert von WBEZ Chicago Public Radio.[28]

Die genannten Sendungen sind alle „syndicated“.

## Verbreitung
In den USA senden über 800 NPR-Stationen nahezu flächendeckend und erreichen 99 % der Bevölkerung. Abonnenten des privaten Sirius XM Satellite Radio empfangen zusätzlich die speziellen Programme NPR Now (Nachrichten und Unterhaltung) und NPR Talk 123.
Eine internationale Verbreitung erfolgt direkt über NPR Worldwide (Satellit) und indirekt über American Forces Network (AFN), früher auch über das World Radio Network (WRN). Europaweit, in Nordafrika sowie dem Nahen und Mittleren Osten ist NPR Worldwide seit 2001 digital über den Satelliten Hotbird zu empfangen. Zuvor wurde das Programm analog auf den Astra-Satelliten 19,2° Ost verbreitet (1995–2001).
Eine direkte internationale Verbreitung begann 1995 mit dem Programm America One, einer Kooperation mit Public Radio International (PRI) und der Corporation for Public Broadcasting (CPB). Nach mehr als zwei Jahren wurde das von Ericsson gesponserte „Experiment“ zum 31. März 1998 beendet. Ohne Unterbrechung wurde die Verbreitung von NPR allein fortgesetzt – dies war die Geburtsstunde von NPR Worldwide.
In Afrika, Südasien und Südeuropa ist NPR auch über das Worldspace-Satellitensystem mit mobilen Empfängern hörbar, dazu ist allerdings ein kostenpflichtiges Abonnement erforderlich (gilt nicht für den Nord-Beam vom Worldspace-AfriStar-Satelliten).
In Berlin betrieb das National Public Radio von April 2006 bis 2017 mit NPR Berlin einen eigenen Sender auf der Frequenz 104,1 MHz. Sponsor war T-Systems, im Programm gab es regelmäßig „underwriting spots“, die darauf hinwiesen. Nach dem Rückzug von NPR übernahm der NPR-Partner KCRW aus Santa Monica die Berliner Frequenz. Aufgrund von Einnahmeausfällen durch die COVID-19-Pandemie stellte KCRW am 13. Dezember 2020 seinen Betrieb im Sendegebiet Berlin ein. 
Über die Internetseite gibt es die Möglichkeit, ein spezielles Programm (NPR News) zu hören. Außerdem gibt es umfangreiche Podcast-Angebote.

### Intern
NPR betreibt einen eigenen Satelliten-Überspiel-Dienst. Das Public Radio Satellite System (PRSS) wird neben NPR auch von Public Radio International (PRI), American Public Media (APM) sowie unabhängigen öffentlichen Produktionsgesellschaften genutzt, um ihre Inhalte an Public-Radio-Stationen in den ganzen USA zu überspielen.
PRSS wird von der NPR Distribution Division in ihrem Network Operations Center (NOC) im NPR Headquarters in Washington, DC betrieben. Ein Backup-NOC befindet sich beim Minnesota Public Radio in St. Paul, Minnesota. Im Katastrophenfall besteht so ein Ersatz-NOC; das Washingtoner NOC ist primärer Einspeisepunkt für das Emergency Alert System, EAS.

## Belege
1. ↑  Dana Davis Rehm: NPR: What's In A Name? In: Inside npr.org. npr, 12. Juli 2010, abgerufen am 6. April 2023 (englisch).
2. ↑  Todd Spangler: NPR Names Tech Exec Katherine Maher New CEO. In: Variety. 24. Januar 2024, abgerufen am 24. Januar 2024 (amerikanisches Englisch).
3. ↑  National Public Radio (NPR). American organization. Abgerufen am 23. September 2016.
4. ↑  Public Radio Finances. In: npr.org. npr, abgerufen am 6. April 2023 (englisch).
5. ↑  NPR Announces Layoffs, Show Cancellations. 10. Januar 2009, abgerufen am 6. April 2023 (englisch).
6. ↑  Paul G. Haaga, Jr. Will Serve As Acting President & CEO of NPR. 13. September 2013, abgerufen am 17. September 2013.
7. ↑  Trump Budget Has Public Broadcasting in a Fight for its Life. Abgerufen am 12. April 2017.
8. ↑  NPR Fact Sheet. (PDF) 31. März 2017, abgerufen am 26. April 2017.
9. ↑  Welcoming The 2017 Kroc Fellows. In: NPR.org. (npr.org [abgerufen am 2. März 2018]).
10. ↑  PublicRadioFan.com - Programs by source: Deutsche Welle. Abgerufen am 6. April 2023.
11. ↑  News Radio Schedule. BSPR, abgerufen am 15. Oktober 2022.
12. ↑  NPR Maintains Highest Ratings Ever. In: Pressemeldung. NPR, 28. März 2018, abgerufen am 9. April 2018.
13. ↑  Weekend Edition® Saturday
14. ↑  Weekend Edition® Sunday
15. ↑  All Things Considered
16. ↑  Talk of the Nation
17. ↑  About The Diane Rehm Show
18. ↑  On point: About the Show
19. 1 2 3  NPR AND BOSTON'S WBUR FORM STRATEGIC ALLIANCE TO BUILD MIDDLE OF THE DAY NEWS PROGRAMMING: WBUR's Here & Now Host Robin Young Joined by Jeremy Hobson – Talk of the Nation Ends 21-Year Run. In: Pressemeldung. National Public Radio (NPR), 29. März 2013, abgerufen am 23. Mai 2013.
20. 1 2  MORE MIDDAY NEWS: HERE & NOW EXPANDS TO TWO HOURS IN GROUNDBREAKING NEW PARTNERSHIP WITH NPR AND WBUR, BOSTON: Program Offers Listeners Live, Updated News From Around the World, Nation and Community. In: Pressemeldung. National Public Radio (NPR), 1. Juli 2013, abgerufen am 6. Juli 2013.
21. ↑  This American Life. Abgerufen am 6. April 2023.
22. ↑  Fresh Air® (Memento vom 6. August 2007 im Internet Archive)
23. ↑  Business News & Economic Stories For Everyone. Abgerufen am 6. April 2023 (amerikanisches Englisch).
24. ↑  Cartalk. In: Cartalk.com. Cartalk Digital Inc., abgerufen am 6. April 2023 (englisch).
25. ↑  A Prairie Home Companion Episodes. Ehemals im Original (nicht mehr online verfügbar); abgerufen am 6. April 2023. (Seite nicht mehr abrufbar. Suche in Webarchiven)
26. ↑  ScienceFriday.com. Abgerufen am 6. April 2023 (amerikanisches Englisch).
27. ↑  KCRW 89.9FM | Music, NPR News, Culture Los Angeles. Abgerufen am 6. April 2023 (englisch).
28. ↑  Wait Wait… Don’t Tell Me!
29. ↑  New Digital Satellite Channel Adds to NPR’s Strong Global Presence
30. ↑  America One International Project To Sign Off
31. ↑  National Public Radio Launches NPR Worldwide European Channel
32. ↑  Mitteilung an die Hörer, Webseite von KCRW Berlin, abgerufen am 18. November 2020
33. ↑  NPR Podcast Directory

Koordinaten: 38° 54′ 8″ N, 77° 1′ 15″ W